# Língua poianaua
O Poyanáwa, Poianaua ou Puyanawa é uma língua pano falada no Brasil (Acre).

## Vocabulário
Vocabulário Poyanáwa (Paula 1992):
| Português               | Poyanawa     |
| ----------------------- | ------------ |
| ele(a)                  | a            |
| estragado(a)            | abixay       |
| bucho                   | atu          |
| eles(as)                | atuh         |
| deles(as)               | atũda        |
| mandioca                | atsa         |
| anta                    | awa          |
| mulher                  | awĩ          |
| mulher (esposa)         | awĩvu        |
| mal                     | awĩtia       |
| língua                  | ãda          |
| aracuã                  | ãdaka        |
| homem velho             | ãdivu        |
| nome                    | ãde          |
| mutum                   | ãsĩ          |
| cairara                 | ãvu          |
| meu/minha               | ãwã          |
| mucura/guará            | bahu         |
| novo                    | bahu         |
| rato                    | baka         |
| terra                   | bay          |
| miolos da cabeça        | bapu         |
| cotia                   | bari         |
| irmão/primo mais velho  | bahku        |
| frio                    | basi         |
| seco                    | basku        |
| areia                   | baʃi         |
| pó/poeira               | baxivuhnã    |
| macaco barrigudo        | baxta        |
| arraia                  | bixi         |
| boi                     | buy          |
| bater                   | burutu       |
| andorinha               | buspati      |
| vovô                    | buxihua      |
| cego                    | busu         |
| molhado                 | buxa         |
| preguiça-real           | buxunãy      |
| barriga                 | dahva        |
| dor de barriga          | dahva taytay |
| tutano                  | dapu         |
| três                    | darãnã       |
| torto                   | daravãku     |
| titia                   | dati         |
| estrangeiro/civilizado  | dawa         |
| barro                   | dew          |
| mato                    | di           |
| barro                   | diwe         |
| furar                   | du           |
| nosso (a.)              | duku         |
| eu                      | ea           |
| semente                 | ehe          |
| eu (variante)           | enã          |
| pai                     | epa          |
| mãe                     | ewa          |
| meu/minha               | ewã          |
| casa                    | ewe          |
| casca                   | haka         |
| esfregar                | haki         |
| calango                 | hãvu         |
| banha                   | hãdi         |
| tatu bandeira           | hay          |
| tracajá                 | hãy          |
| jaboti                  | hauh         |
| osso                    | haw          |
| milho                   | heki         |
| tejuaçu                 | hekimãwã     |
| cheirar                 | heta         |
| acender                 | hiki         |
| soprar                  | huã          |
| seios                   | hũba         |
| fumo                    | hũbu         |
| tucano                  | huke         |
| grande/grosso/largo     | hukũba       |
| vovó                    | huta         |
| piolho                  | ia           |
| panela dos brancos      | iamĩbapu     |
| tamanduá                | iasĩmãsĩ     |
| titia                   | iaya         |
| queixada                | iawa         |
| porco de casa           | iauaydĩkia   |
| tatu                    | iawixi       |
| noite                   | iãvu         |
| verde                   | ikãba        |
| fogo                    | ikutĩba      |
| víbora                  | inãhãkara    |
| homem                   | iravu        |
| guariba                 | iru          |
| mau                     | irũba        |
| estreito                | iruixta      |
| cuandu                  | isa          |
| macaco preto            | isu          |
| caitiara                | isupuyãmãwã  |
| voar                    | iũda         |
| bicho                   | iũĩda        |
| bicho de caça           | iũĩdavũday   |
| bicho de casa           | iũĩdaeweki   |
| pássaro                 | iũĩdapuya    |
| peixe                   | iumã         |
| peixe grande (tambaqui) | iũmãwã       |
| alma                    | iũxĩ         |
| velho                   | iwa          |
| árvore                  | iwi          |
| neto                    | iwrahuta     |
| rim                     | kahku        |
| quatipuru               | kupa         |
| jacaré                  | kape         |
| sapo                    | karãwã       |
| coluna vertebral        | katehaw      |
| raposa                  | kãma         |
| jacu                    | kebu         |
| boca                    | keha         |
| cantar                  | kewe         |
| coxas                   | kixi         |
| queimar                 | kua          |
| queixo                  | kui          |
| fumaça                  | kũĩ          |
| titio                   | kuka         |
| chupar                  | kuku         |
| barba                   | kurãdi       |
| matar                   | kuxa         |
| nambu galinha           | kũba         |
| bigode                  | kũhdi        |
| machado                 | ĩãbi         |
| sangue                  | ĩbi          |
| onça                    | ĩdu          |
| urina                   | ĩsũ          |
| corpo humano            | iwrakuĩ      |
| careca                  | ixbaya       |
| vocês                   | mã           |
| folha                   | mãdĩ         |
| dinheiro                | mãbu         |
| chifre                  | mãhũ         |
| mão                     | mãkã         |
| palma da mão            | mãkã data    |
| dedos da mão            | mãkã bevi    |
| paca                    | mãku         |
| entrar                  | manaki       |
| cará (peixe)            | mãy          |
| caraacú                 | mãynãwa      |
| tu/você                 | mĩ           |
| flecha                  | mĩmã         |
| carne                   | nãbi         |
| ânus                    | nãpi         |
| aqui                    | nĩdu         |
| aí                      | nũdia        |
| pato                    | nũnũ         |
| minhoca                 | nũy          |
| orelha                  | pabĩki       |
| ouvido                  | pabĩki hui   |
| querido(a)              | pãhnã        |
| peixeira                | pãhũ         |
| macaco zogue-zogue      | pakatsuka    |
| amarelo                 | pãxĩ         |
| comer                   | pi/pĩ        |
| sobrinha                | piatis       |
| araçari                 | pisa         |
| marimbondo/caba         | piskã        |
| cintura                 | pĩtsu        |
| costelas                | pixi         |
| veias                   | pũdu         |
| braços                  | puyã         |
| pena                    | puy          |
| pássaro                 | puyavu       |
| sapo-boi                | puyamãwã     |
| pena                    | puybixtĩ     |
| bentinha                | pũsu         |
| jogar                   | puta         |
| costas                  | puti         |
| dois                    | ravu         |
| um                      | ravukãba     |
| objeto velho            | rãhũ         |
| nariz                   | rãkĩ         |
| joelhos                 | rãtuhku      |
| corda                   | risve        |
| rede                    | risi         |
| guariba                 | ru           |
| cobra grande            | rũdu         |
| pedra                   | rue          |
| paruaçu                 | ruka         |
| já                      | sãki         |
| poraquê                 | sivakãwã     |
| listrado                | sĩũyã        |
| redondo                 | suveake      |
| bochecha                | tãbu         |
| pulmão                  | tãhã         |
| fígado                  | taka         |
| galinha                 | tãkara       |
| galo                    | tãkara vũdu  |
| arco                    | tãkũti       |
| pé                      | tay          |
| calcanhar               | taytxĩpu     |
| paxiúba                 | tãpã         |
| ouvir                   | tapi         |
| vermelho                | taxi         |
| raiz                    | tatxa        |
| pescoço/cangote         | tehu         |
| umbigo                  | tuku         |
| veado                   | txahu        |
| comprido                | txaypa       |
| aleijado                | txãtũba      |
| preto                   | txuhu        |
| flor                    | txuku        |
| gia                     | txurã        |
| curimatã                | txubu        |
| nadar                   | ua           |
| água/rio                | uaka         |
| roçado                  | uay          |
| macaco cheiro           | uãsa         |
| cabelo                  | uh           |
| cabelos compridos       | uh kaya      |
| cabelos pretos          | uh txuhu     |
| cabelos brancos         | uh kuru      |
| cabelos curtos          | uh sutu      |
| branco                  | uhu          |
| cabeça                  | uhka         |
| chuva                   | uy           |
| cachorro                | utxiti       |
| unha                    | uãtis        |
| gente                   | ũdi          |
| caititu/porquinho       | ũdu          |
| lua                     | ũhũdi        |
| coração                 | ũĩti         |
| tendão                  | ũpũtãti      |
| quente                  | ũtisi        |
| tornozelo               | ũtuhku       |
| moça                    | ũtuku        |
| fruta                   | ũxi          |
| falar                   | vãda         |
| marido                  | vãdi         |
| canoa                   | vãdi iakati  |
| cotovelo                | vãhũ         |
| filho                   | vake         |
| menino                  | vakevu       |
| pequeno                 | vakevu       |
| menino                  | vakevuiravu  |
| menina                  | vakevuawĩvu  |
| testa                   | vãnãmã       |
| caminho                 | vay          |
| sol                     | vari         |
| dia                     | varikea      |
| rabo                    | vãti         |
| papagaio                | vawa         |
| carapanã                | vi           |
| traíra                  | vihku        |
| mambira                 | viwi         |
| olho                    | veru         |
| pupilas dos olhos       | veru ehe     |
| tripas                  | veteh        |
| punhos                  | vetuhku      |
| lontra                  | vũsĩ         |
| sujo(a)                 | vusta        |
| macaco da noite         | vutuya       |
| estralas                | vuxa         |
| namorado                | xãdiati      |
| cobra venenosa          | xãdu         |
| gato                    | xãduewe      |
| rã                      | xãki         |
| cairara                 | xãti         |
| sal                     | xaw          |
| quati                   | xixi         |
| peixeira                | xixiaka      |
| macaco soim             | xipi         |
| pium                    | xiw          |
| macaco prego            | xĩdu         |